# Brigade anti-criminalité
La Brigade anti-criminalité (BAC, Brigata anti-criminalità) è un reparto della polizia francese.
La BAC è nota per uno scandalo giudiziario del 2012. Nel 2020 è stato realizzato un film, BAC Nord, è stato criticato per dei modi dei poliziotti della BAC.